# Internationale Jugendbuchausstellung
Die Internationale Jugendbuchausstellung war eine Ausstellung von Kinder- und Jugendbüchern, die am 3. Juli 1946 in München eröffnet wurde. Sie entstand auf Initiative der deutschen Autorin und Journalistin Jella Lepman und war die erste internationale Ausstellung in Deutschland nach dem Zweiten Weltkrieg.

## Konzept und Geschichte
Jella Lepman, die nach der Machtübernahme der Nationalsozialisten nach England geflohen war, kehrte 1945 nach Deutschland zurück und arbeitete als Beraterin für Frauen- und Jugendfragen für das Reeducation-Programm der United States Army in der amerikanischen Besatzungszone. Sie war der Überzeugung, dass den Menschen in Deutschland unmittelbar nach dem Krieg nicht nur Lebensmittel und Unterkünfte, sondern auch Bücher fehlten. Sie beschloss, Kinderbücher aus aller Welt zu nutzen, um den deutschen Kindern eine neue Weltoffenheit zu vermitteln. Da kein Geld für die Anschaffung zur Verfügung stand, warb Lepman Bücherspenden ein und konnte rund 2.000 Exemplare aus 14 Ländern zusammentragen.
Die Ausstellung wurde erstmals vom 3. Juli bis 3. August 1946 im Münchner Haus der Kunst gezeigt, das zu diesem Zweck neu eröffnet wurde. Danach zog die Internationale Jugendbuchausstellung an weitere Ausstellungsorte, darunter die Württembergische Landesbibliothek in Stuttgart, das Städel Museum in Frankfurt und das US Information Center in Berlin sowie nach Hannover, Braunschweig und Hamburg. Sie wurde insgesamt von über einer Million Menschen besucht.
Die Ausstellungsstücke bildeten später den Grundstock für den Bestand der 1949 gegründeten Internationalen Jugendbibliothek.
Lepman beschrieb ihre Arbeit an der Internationalen Jugendbuchausstellung in ihrem autobiografischen Buch Die Kinderbuchbrücke.

### Einfluss auf Erich Kästner
Erich Kästner veröffentlichte in der Neuen Zeitung eine begeisterte Kritik der Ausstellung, in der er behauptete, dort den Hauptfiguren der Bücher persönlich begegnet zu sein. Diese Idee griff er später in dem von ihm und Jella Lepman gemeinsam konzipierten Kinderbuch Die Konferenz der Tiere wieder auf, indem er auch fiktive Tiere aus bekannten Büchern an der beschriebenen Konferenz teilnehmen ließ. Lepmans Gedanke der Friedensbildung zugunsten der künftigen Generationen ist das zentrale Thema des Buches.